# Scott Shriner
Scott Shriner (Toledo, 11 luglio 1965) è un bassista statunitense, componente dei Weezer.

## Biografia
Si trasferisce a Los Angeles all'età di 25 anni, e in seguito all'esperienza con band come Broken, Bomber, The Movers, Exciters, Loved By Millions, Black Elvis, The Great Barbecue Gods e i più famosi Vanilla Ice, entrò a far parte dei Weezer nell'estate del 2001, dopo che Mikey Welsh aveva abbandonato la band.

## Discografia
- 2002 – Maladroit
- 2005 – Make Believe
- 2008 – Weezer
- 2009 – Raditude
- 2010 – Hurley
- 2010 – Death to False Metal
- 2014 – Everything Will Be Alright in the End
- 2016 – Weezer
- 2017 – Pacific Daydream
- 2019 – Weezer
- 2019 – Weezer
- 2020 – Van Weezer